# Cryptomycina osmundae
Cryptomycina osmundae är en svampart som beskrevs av Syd. 1923. Cryptomycina osmundae ingår i släktet Cryptomycina, divisionen sporsäcksvampar och riket svampar.   Inga underarter finns listade i Catalogue of Life.